# (72684) 2001 FX65
(72684) 2001 FX65 – planetoida z pasa głównego asteroid okrążająca Słońce w ciągu 5,04 lat w średniej odległości 2,94 j.a. Odkryta 19 marca 2001 roku.